# Oliokma
El riu Oliokma (en rus Олёкма) és un riu llarg que passa per Sibèria, a Rússia, un dels afluents principals del curs mitjà del Lena. Té una longitud de 1.436 km, un cabal mitjà de 1.950 m³/s i drena una conca de 210.000 km². Passa pel krai de Zabaikàlie, per l'óblast de l'Amur i per la República de Sakhà.

## Geografia
Neix a l'altiplà d'Oliokma, al nord-est dels monts Iàblonoi, una mica a l'oest de la ciutat de Mogotxa (krai de Zabaikàlie). Després flueix cap al nord-est durant uns 500 km, vorejant a l'est els últims vessants dels Iàblonoi i va al sud cap als monts Stànovoi. En aquest tram rep les aigües del riu Tungur. Després gira cap al nord, travessant al nord-oest l'óblast de l'Amur, i rep per la dreta el Niukja. Entra després a la República de Sakhà per la zona meridional, internant-se per una estreta vall que corre entre les serralades d'Udokan i Stànovoi. Continua cap al nord, drenant la part occidental de l'altiplà d'Aldan, fins a desembocar al riu Lena, prop de la ciutat de Mogotxa, pocs quilòmetres després de rebre per l'esquerra el seu afluent principal, el Txara.